# Huỳnh Mỹ Hằng
Huỳnh Mỹ Hằng (sinh năm 1962) là tiến sĩ chuyên ngành hóa học công tác tại Phòng Thí nghiệm quốc gia Los Alamos. Cô đã giành được giải thưởng MacArthur Fellowship trị giá 500.000 USD cho phát minh "chất nổ cơ bản xanh".